# Râul Valea Prisăcii, Orăștie
Râul Valea Prisăcii este un curs de apă, afluent al râului Orăștie. 

## Hărți
- Harta județului Hunedoara
- Harta Munții Șureanu  Arhivat în 11 mai 2012, la Wayback Machine.